# یواس‌اس داکوتای جنوبی (ای‌سی‌آر-۹)

{{Infobox ship characteristics
یواس‌اس داکوتای جنوبی (ای‌سی‌آر-۹) (به انگلیسی: USS South Dakota (ACR-9)) یک کشتی بود که طول آن *۵۰۳ فوت ۱۱ اینچ (۱۵۳٫۵۹ متر) overall length بود. این کشتی در سال ۱۹۰۴ (میلادی)|۱۹۰۴]] ساخته شد.